# 윌리엄스 아레나
윌리엄스 아레나(영어: Williams Arena)은 미국 미네소타주 미니애폴리스에 위치한 실내 경기장이다. WNBA 미네소타 링크스의 2017년 플레이오프 때 홈경기장으로 사용했다.

## WNBA경기
| 날짜            | 팀1                   | 스코어  | 팀2             |
| --------------- | --------------------- | ------- | --------------- |
| 2017년 9월 24일 | 로스앤젤레스 스파크스 | 85 - 84 | 미네소타 링크스 |
| 2017년 9월 26일 | 로스앤젤레스 스파크스 | 68 - 70 | 미네소타 링크스 |
| 2017년 10월 4일 | 로스앤젤레스 스파크스 | 76 - 85 | 미네소타 링크스 |